# Wola Baranowska
Wola Baranowska is een plaats in het Poolse district  Tarnobrzeski, woiwodschap Subkarpaten. De plaats maakt deel uit van de gemeente Baranów Sandomierski en telt 2266 inwoners.